# (7907) Erasmus
(7907) Erasmus ist ein Asteroid des mittleren Hauptgürtels, der am 24. September 1960 von dem niederländischen Astronomenehepaar Cornelis Johannes van Houten und Ingrid van Houten-Groeneveld entdeckt wurde. Die Entdeckung geschah im Rahmen des Palomar-Leiden-Surveys, bei dem von Tom Gehrels mit dem 120-cm-Oschin-Schmidt-Teleskop des Palomar-Observatoriums (IAU-Code 675) aufgenommene Feldplatten an der Universität Leiden durchmustert wurden.
Der Asteroid wurde am 5. Oktober 1998 nach dem niederländischen Theologen, Philosophen, Philologen und Autor zahlreicher Bücher Erasmus von Rotterdam (~1467–1536) benannt, der ein bedeutender europäischer Gelehrter des Humanismus und Erzieher des späteren Kaisers Karl V. war.